# Constance Cummings-John
Constance Cummings-John (Freetown, Sierra Leona, 28 de diciembre de 1918 - Freetown, Sierra Leona, 21 de febrero de 2000) fue una educadora y política de Sierra Leona. Fue la primera mujer en África en unirse a un consejo municipal y en 1966 se convirtió en la primera mujer en ocupar el cargo de alcaldesa de Freetown. Vivió en Londres, Inglaterra, durante la última parte de su vida.

## Biografía

### Primeros años y educación; Londres y Nueva York
Nació en una influyente familia criolla, inmigrantes negros a África Occidental desde las Américas en el siglo XVIII, que en el siglo XX llegaron a ser intelectuales y empresarios. Su madre, Regina Horton, de soltera Awoonor-Wilson, era concertista de piano y su padre, John William Horton (1861-1916), era tesorero de la ciudad de Freetown.
En el año 1935, con 17 años, fue a Londres para formarse como maestra de escuela. Durante su estancia allí, se unió a la West African Students' Union y a la League of Coloured Peoples. Tras finalizar sus estudios de maestra, amplió sus estudios en los Estados Unidos en la Universidad de Cornell.
Cuando regresó a Londres, se unió a la International African Service Bureau, bajo el liderazgo de George Padmore, y se casó con el abogado Ethnan Cummings-John. En 1937 regresó a Freetown como directora de la African Methodist Episcopal Girls' Industrial School, pero sus actividades políticas le causaron grandes problemas con la Oficina Colonial Británica. Durante la Segunda Guerra Mundial estableció una empresa minera, que luego se convirtió en una importante fuente de fondos para sus proyectos educativos.
Entre 1946 y 1951 vivió en la ciudad de Nueva York, donde su hermano Asadata Dafora Horton fue un exitoso músico y bailarín. Mientras vivía en los Estados Unidos, trabajó en hospitales y formó parte de los ejecutivos del American Council for African Education y el Council on African Affairs, el segundo de los cuales fue presidido por Paul Robeson.

### Regreso a Freetown
A su regreso a Freetown en 1951, Cummings se unió al Partido Popular de Sierra Leona y ayudó a fundar el Sierra Leone Women's Movementen ese mismo año. También fundó una nueva escuela para niñas, la Eleanor Roosevelt School, que en 1953 tenía más de 600 estudiantes. Durante estos años, obtuvo una licenciatura del London College of Preceptors, y en 1952 el gobernador de Sierra Leona, Sir George Beresford-Stooke, la nombró miembro del Consejo de Freetown. En las elecciones generales de 1957 fue una de las dos mujeres elegidas para la nueva Cámara de Representantes, aunque las mujeres aún no tenían el derecho al voto. La oposición liderada por criollos exigió con éxito la renuncia de ambas mujeres, pero al año siguiente Cummings-John fue elegida para el Concejo Municipal de Freetown.
En 1961, con la independencia de Sierra Leona, el esposo de Cummings-John se convirtió en el nuevo embajador del país en Liberia. En 1966, el primer ministro Albert Margai la nombró alcaldesa de Freetown, en sucesión de Siaka Stevens, pero ocupó el cargo sólo unos meses. Su partido perdió las elecciones generales de 1966, y luego hubo un exitoso golpe militar contra el nuevo gobierno. La propia Cummings-John fue acusada de corrupción financiera mientras estaba fuera del país y se le aconsejó que no regresara.

### Actividad política en Londres
Se estableció de nuevo en Londres, donde se convirtió en miembro activo del Partido Laborista y de la Campaña por el Desarme Nuclear y también en gobernadora de escuela. 
Fue miembra de organizaciones políticas en el Reino Unido y en los Estados Unidos, así como en Sierra Leona. Ella junto con el activista y político I.T.A. Wallace-Johnson fueron las únicas personas criollas que lucharon por la participación de las "personas del Protectorado" indígenas en los procesos políticos de África Occidental. Sus acciones también llevaron a la formación del Sindicato de Mujeres del Mercado de Sierra Leona y del Sindicato de Lavanderas.
Vivió el resto de su vida en Londres, a pesar de los intentos fallidos de regresar a Sierra Leona en 1974 y en 1996, Cummings-John. En 1995 publicó su autobiografía. Murió en Londres el 21 de febrero de 2000 a la edad de 82 años.

## Obras
- Memoirs of a Krio Leader (Ibadán: Sam Bookman Educational, 1995).[10]